# Niàgan
Niàgan (rus: Ня́гань) és una ciutat situada a la part nord-oest de l'ókrug autònom de Khàntia-Mànsia, prop del riu Obi. Es diu així per un tributari de l'Obi, el Niàgan-Iugan. Originalment va ser anomenada Niakh (rus: Нях). La seva població el 2002 va ser, segons el cens rus del mateix any, de 52.610 habitants.
La ciutat i, en general, tota la regió són conegudes pels seus bruscs canvis de temperatura.

## Economia i història
Niàgan va nàixer el 1965 com un centre de la indústria forestal. Actualment es destaca per les seves indústries petrolieres i de gas natural.
Des del 2 d'abril del 1967 està connectada amb Iekaterinburg. Compta amb un aeroport, obert el 1993 i situat a 12 km a l'est de la ciutat, on operen, entre d'altres, avions russos com l'Antónov AN-24, el Iàkovlev YK-40 i el Túpolev TU-134. El setembre del 2000 s'hi va obrir un museu regional. A més, té el millor centre hospitalari de l'óblast de Tiumén.
Entre els seus personatges, destaca la tennista Maria Xaràpova, que actualment viu a Florida i va guanyar el torneig de Wimbledon del 2004, l'obert dels Estats Units del 2006 i l'obert d'Austràlia del 2008.